# NGC 6499
NGC 6499 is een dubbelster in het sterrenbeeld Hercules. Het hemelobject werd op 11 mei 1864 ontdekt door de Duitse astronoom Albert Marth.